# Fitzwilliam Darcy
Fitzwilliam Darcy, geralmente chamado de Mr Darcy, é o personagem masculino principal da obra fictícia Orgulho e Preconceito, escrita por Jane Austen. Um dos personagens masculinos mais conhecidos no mundo.
Ele é socialmente reservado, seu decoro e retidão morais são vistos por muitos como um excessivo orgulho devido ao seu estatuto social. Causa uma impressão  de uma pessoa fechada, estando sempre calado à volta de estranhos, mas é muito valorizado pelos que o conhecem na intimidade. Desprezou Elizabeth Bennet, aquela que mais tarde amaria ardentemente, num baile dado em honra do seu melhor amigo, o sr. Bingley, por ela ser de um estatuto social diferente. Darcy com o passar do tempo começa-se a apaixonar por Elizabeth, passando por cima de tudo que acredita. Pediu-a assim em casamento, todavia foi rejeitado devido às decisões que tomou sobre o Sr. Wickham e o casal Jane e Sr. Bingley. Mais tarde pediu novamente Lizzy em casamento e desta vez ela aceitou, pois Darcy mudou a sua personalidade significamente.
Foi interpretado pelo ator Colin Firth na série da BBC canal britânico inspirada na história homônima. Na última edição para cinema em 2005 foi interpretado pelo ator Matthew Macfadyen.